# Liste des évêques et archevêques de Cambrai

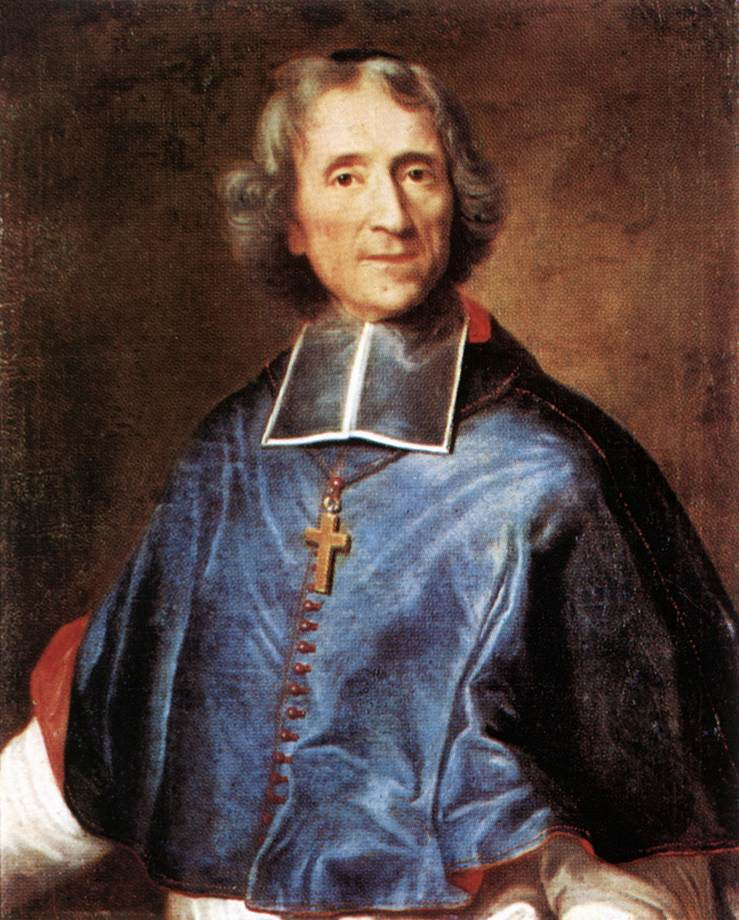
François Fénelon, le plus illustre des archevêques de Cambrai.

Pour un article plus général, voir Archidiocèse de Cambrai.

## Chronologie des évêques et des archevêques

### VIesiècle
- v. 500 - † v. 540 : saint Vaast, aurait été installé évêque à Arras quelques années après le baptême de Clovis par saint Remi.
- v. 540 : saint Dominique
- v. 545 - † v. 580 : saint Védulphe
- 584 - † 623 / 627 : saint Géry, ancien diacre de Trèves, envoyé comme évêque à Cambrai par le roi Childebert II et sacré par Egidius, métropolitain de Reims. Il assista au concile général que Clotaire II réunit à Paris en 614.

À partir de saint Géry, l'évêque de Cambrai administre à la fois les deux Églises, celle de Cambrai et celle d'Arras.

### VIIesiècle
- 627 : saint Berthold
- v. 633 : saint Ablebert (ne pas à confondre avec le saint Emebert)
- † avant 679, en 633 : saint Aubert de Cambrai[1]

- 669 - † 693 / 712 : saint Vindicien

### VIIIesiècle
- † 21 juin entre 712 et 715 : Hildebert
- † 717 : Hunald
- 717 - † 19 mai 728 / 729 : saint Hadulf, abbé de Saint-Vaast
- 728 / 730 - † v. 752 : Treuvard
- 750 / 752 - † v. 763 : Gaufrid, ou Gunfrid ou Gaufroy ou Godefrid ou Godefroid (fils d'Arnoul de Cysoing)[2].
- 763 / 764 - † v. 790 : Albéric, fit rédiger un Recueil de canons
- v. 790 - † 4 juillet 816 : Hildeguard ou Hildoard ou Hildoward, fit rédiger vers 811  un sacramentaire Hadrianum pour son clergé. Ce manuscrit se trouve actuellement à la bibliothèque de Cambrai, en tant que manuscrit 164[3].

### IXesiècle
- 817 - † 830 ou 831 : Halitgaire ou Halitgarius, ambassadeur de Louis le Débonnaire à Constantinople en 828
- 831 - † 5 août 862 ou 863 : Thierry ou Théodoric
- 863 - 866 : Gontbert, Tetbold, Hilduin (imposés par Lothaire II et refusés par Hincmar, archevêque métropolitain de Reims).
- 866 - † 15 août 877 ou 879 : saint Jean Ier
- 879 - † 14 octobre 886 ou 887 : saint Rothade ou Rothad
- 17 mars 888 - † apr. 902 : Dodilon

### Xesiècle
- 909 - † 11 février 934 : Étienne
- 934 - † 1er juillet 956 : Fulbert

En 948 l'empereur Otton le Grand accorde à l'évêque Fulbert les droits comtaux sur la ville de Cambrai.
- 956 - 958 : Bérenger
- 958 - † 12 octobre 960 : Engran ou Ingelram ou Enguerrand
- 960 - 965 : Ansbert ou Autbert
- 965 - 966 : Wilbold
- v. 972 - † 28 août 976 : Tetdon ou Theodotus; assiste en mai 972 au concile tenu au Mont-Sainte-Marie en Tardenois dans le diocèse de Soissons par Adalberon de Reims aux côtés des autres évêques de l'archevêché[5].
- v. 976 - † v. 995 : Rothard
- 996 - † 1012 : Erluin

En 1007 l'empereur Henri II étend les droits comtaux de l'évêque à tout le Cambrésis.

### XIesiècle
- 1012 - † 14 mars 1051 : Gérard Ier
- 1051 - † 1076 : saint Lietbert ou Liébert
- 1076 - † 11 ou 12 août 1092 : Gérard II

En 1093 le siège d'Arras est détaché de Cambrai.
- 1093 - 1103 : Manassès de Soissons, transféré par Pascal II à Soissons.
- 1093 - 1106 : Walcher (ou Gautier ou Gaucher[6]), promu à l'évêché par l'empereur Henri IV, il s'y maintint contre Manassès, bien que déposé par le pape au concile de Clermont en novembre 1095.

### XIIesiècle
- 1105 - † 19 juin 1113 : saint Odon de Tournai
- 1116 - † 3 ou 4 janvier 1130 : Burchard
- 1131 - 1134 : Liétard (déposé lors du Concile de Reims)
- 1137 - † 1er juillet 1167 : Nicolas Ier de Chièvres
- 1167 - 1173 : Pierre Ier de Flandre ou d'Alsace, élu non consacré; renonce à l'évêché en 1173
- 1173 - † 1174 : Robert d'Aire, élu non consacré; assassiné le 4 octobre 1174
- 1175 - † 1178 : Alard, élu non consacré
- 1179 - 1191 : Oger ou Roger de Wavrin mort à la tête des troupes flamandes lors du siège de Saint-Jean d'Acre[7]
- 1192 - 1196 : Jean II d'Antoing, neveu du précédent
- 1197 :  Nicolas II du Rœulx
- 1197 - 1198 : Hugues, élu non consacré

### XIIIesiècle
- 1199 - 1200 : Pierre II de Corbeil, promu archevêque de Sens, en décembre 1200
- 1200 - † 27 juillet 1219 : Jean II de Béthune
- 1220 - † 1237/1238 : Godefroid de Fontaines
- 1238 - † 1247 : Gui Ier de Laon
- 1248 ou 1249 - † v. 1273 :Nicolas III de Fontaines
- 1274 - 1286 : Ingelram ou Enguerrand II de Créqui, transféré à Thérouanne[réf. nécessaire]
- 1286 - † 1296 : Guillaume d'Avesnes ou de Hainaut
- 1296 - 1306 : Gui II de Colle Medio, promu archevêque de Salerne, le 22 janvier 1306, mort à Avignon avant d'avoir pris possession de son archevêché

### XIVesiècle

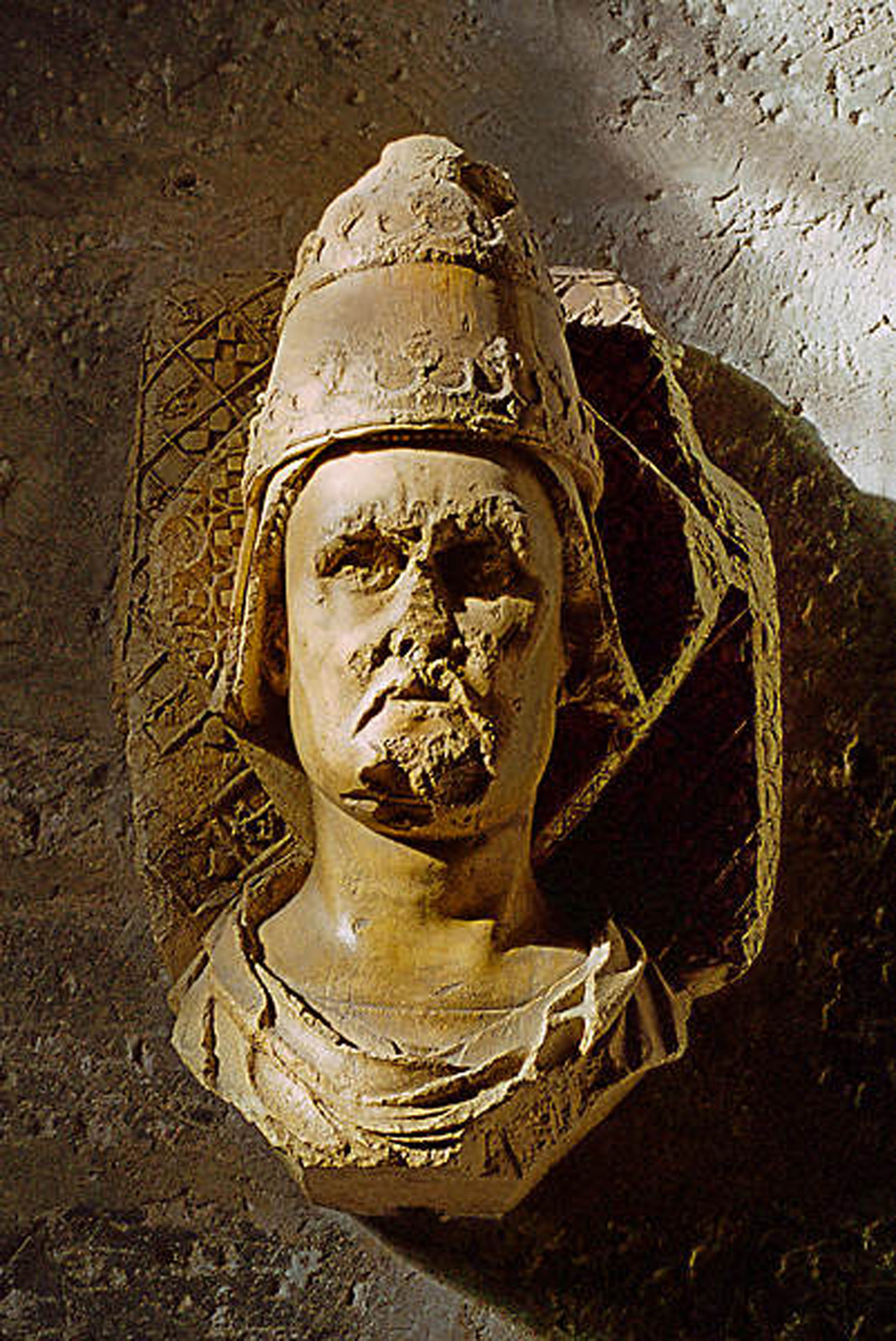
L'antipape Clément VII

- 1306 - 1309 : Philippe de Marigny, transféré à Sens
- 1309 - 1324 : Pierre III de Lévis-Mirepoix, transféré à Bayeux, le 28 mars 1324
- 1324 - 1336 : Gui III de Boulogne, archevêque de Lyon en 1340, cardinal en 1342; † le 25 novembre 1373
- 1336 - 1342 : Guillaume II d'Auxonne, transféré à Autun, le 25 septembre 1342; † en 1344
- 1342 - 1349 : Gui IV de Ventadour, transféré à Vabres, le 17 février 1349; † en 1352
- 1349 - † 13 septembre 1368 : Pierre IV de Clermont, antérieurement évêque de Noyon, puis de Clermont).
- 1368 - 1371 : Robert de Genève, antérieurement évêque de Thérouanne. Il devint cardinal le 30 mai 1371, puis fut élu pape à Fondi, dans les États pontificaux, sous le nom de Clément VII. Son couronnement marque le début du Grand Schisme d'Occident.
- 1371 - † 18 juin 1378 : Gérard III de Dainville, antérieurement évêque de Thérouanne
- 1378 - † 12 janvier 1389 : Jean IV T'Serclaes
- 1389 - 1396 : André de Luxembourg

### XVesiècle

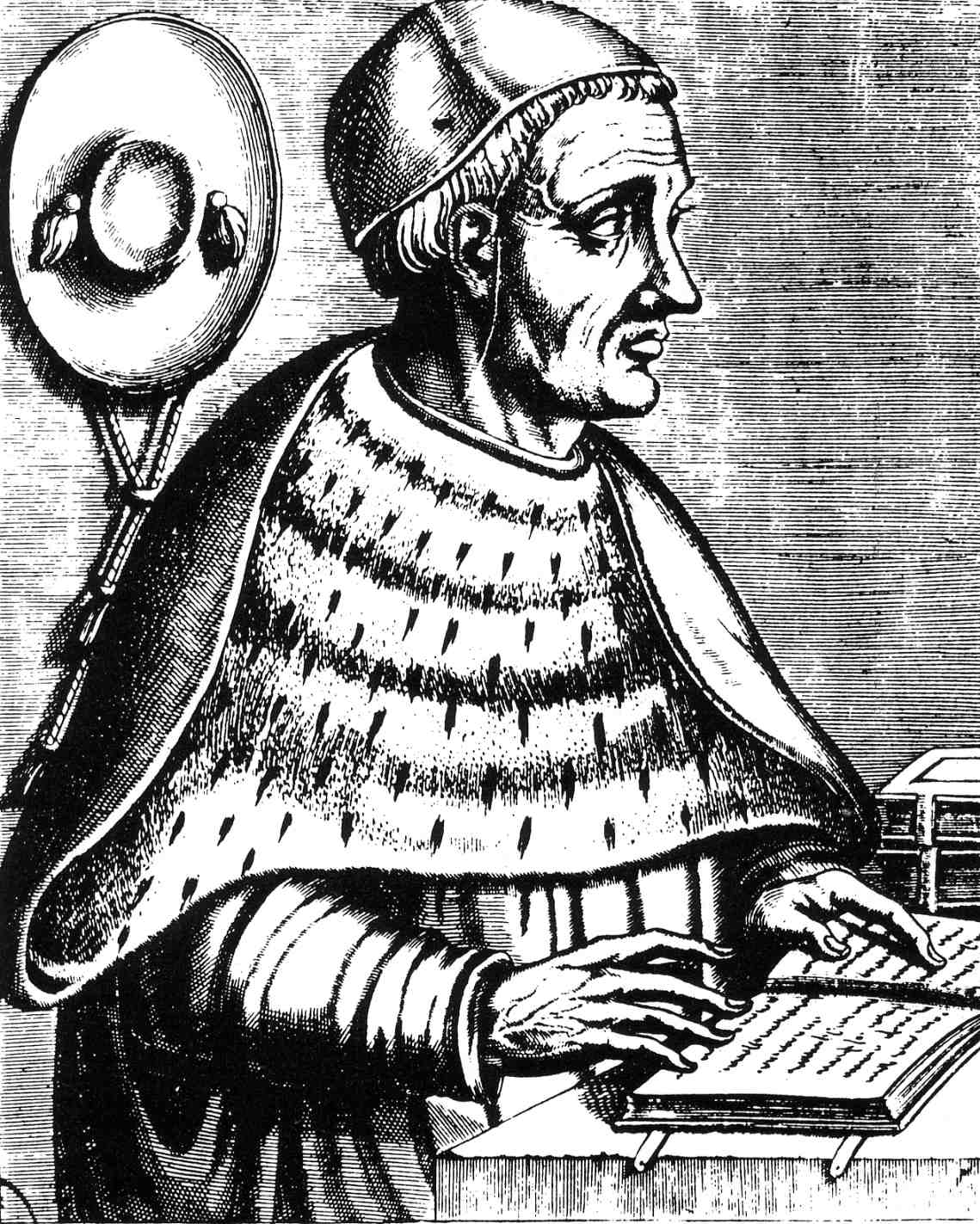
Le cardinal Pierre d'Ailly

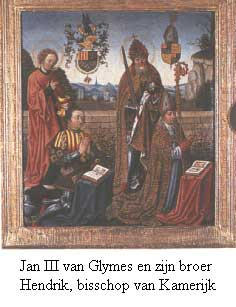
Henri de Berghes et son frère

- 1396 - 1411 : Pierre d'Ailly, il était antérieurement évêque du Puy et devint cardinal, le 6 juin 1411; † le 14 août 1420
- 1412 - † 1436 ou 1438 ; Jean V de Grave, dit Liedekercke
- 1439 - 1479 : Jean VI de Bourgogne, fils bâtard de Jean sans Peur
- 1480 - † 7 octobre 1502 : Henri de Berghes

### XVIesiècle
- 1503 - † 15 août 1516  : Jacques de Croy
- 1516 - 1519 : Guillaume III de Croÿ, créé cardinal-diacre le 1er avril 1517, administrateur apostolique de Tolède, le 31 décembre 1517, il démissionne de Cambrai en 1519; † 11 janvier 1521
- 1519 - † 31 août 1556 : Robert de Croÿ

Le siège épiscopal de Cambrai est érigé en archevêché lors de la grande réorganisation ecclésiastique des Pays-Bas méridionaux: la bulle du pape Paul IV du 12 mai 1559 crée trois archidiocèses et de nombreux nouveaux diocèses.
- 1556 - † 27 août 1570 : Maximilien de Berghes, archevêque depuis le 12 mai 1559
- 1570 - † 15 février 1596 : Louis de Berlaymont
- 1596 - † 3 mars 1598 : Jean Sarazin

### XVIIesiècle

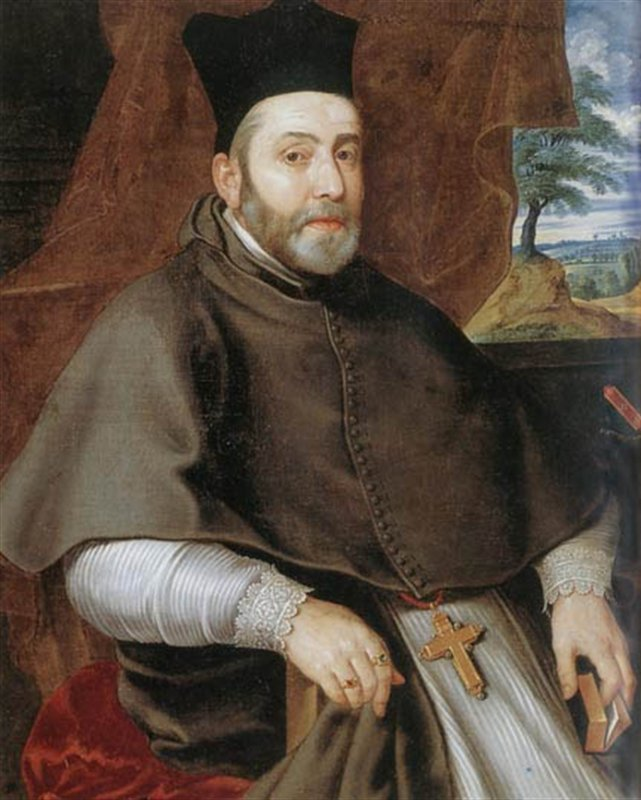
Joseph de Bergaigne

- 1601 - † 25 avril 1609 : Guillaume de Berghes
- 1609 - † 28 février 1614 : Jean Richardot
- 1615 - † 2 mai 1615 : François Buisseret, transféré de Namur
- 1615 - † 23 mai 1644 : François Van der Burch, transféré de Gand
- 1645 - † 22 novembre 1647 : Joseph de Bergaigne, transféré de Bois-le-Duc
- 1649 - † 29 novembre 1667 : Gaspard Van den Bosch dit Nennius ou Dubois, transféré d'Anvers
- 1671 - † 22 septembre 1674 :Ladislas Jonnart, transféré de Saint-Omer

Cambrai est prise par Louis XIV en 1677 et rattachée à la France par le traité de Nimègue l'année suivante.
- 1675 - † 16 novembre 1694 : Jacques-Théodore de Bryas, transféré de Saint-Omer

En 1682 la chapitre de la métropole cède au roi son droit de choisir l'archevêque de Cambrai.

### XVIIIesiècle

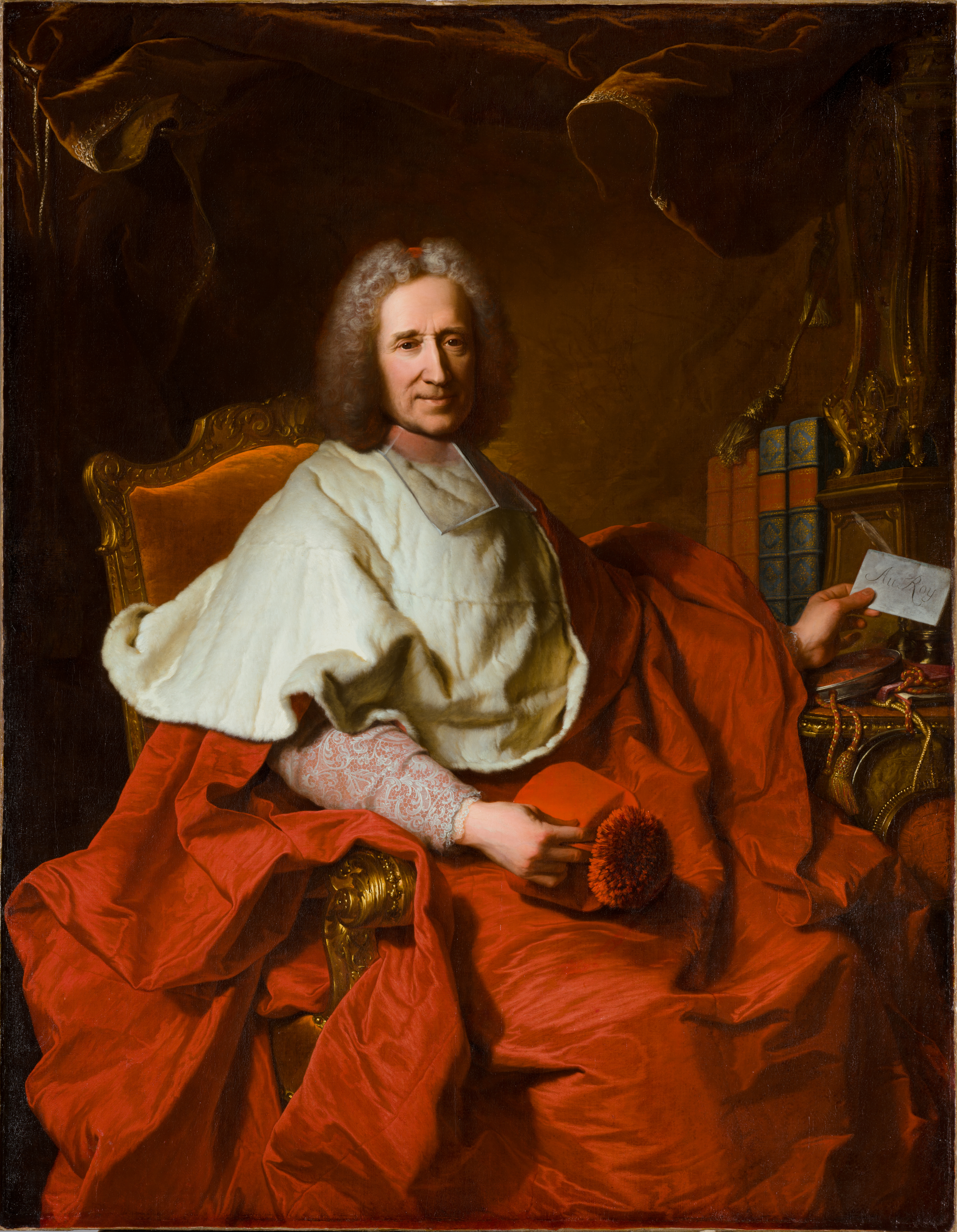
Le cardinal Guillaume Dubois par Hyacinthe Rigaud (1723)

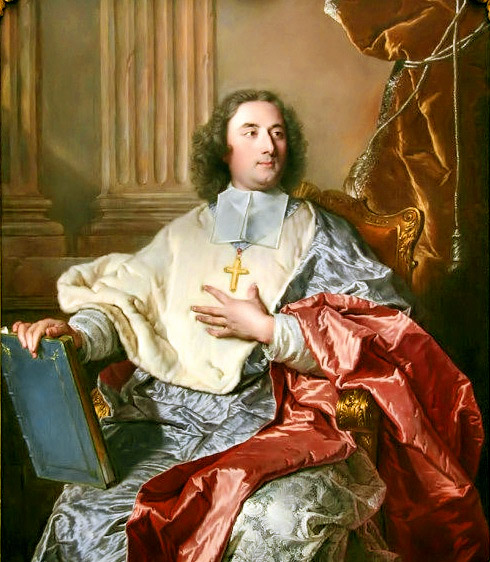
Charles de Saint-Albin

- 1695 - † 7 janvier 1715 : Fénelon est le premier archevêque nommé par le roi de France ;
- 1716 - † 4 mars 1718 : Jean d'Estrées ;
- 1718 - † 8 janvier 1720 : Joseph-Emmanuel de La Trémoille, cardinal en 1706, évêque de Bayeux en 1716, sacré archevêque de Cambrai à Rome par Clément XI le 30 mai 1719; † à Rome ;
- 1720 - † 10 août 1723 : Guillaume Dubois, créé cardinal le 16 juillet 1721, n'a jamais mis les pieds dans son diocèse.
- 1723 - † 9 mai 1764 : Charles de Saint-Albin, transféré de Laon, le 17 octobre 1723 ;
- 1764 - † 4 septembre 1774 : Léopold-Charles de Choiseul-Stainville, transféré d'Albi, le 15 mai 1764 ;
- 1774 - † 22 janvier 1781 : Bernardin de Rosset de Fleury, transféré de Tours le 24 septembre 1774 ;
- 1781 - 1801 : Ferdinand-Mériadec de Rohan, prince de Guéméné, transféré de Bordeaux le 4 février 1781, résigne son siège à la demande de Pie VII en décembre 1801 ; † le 31 octobre 1813. Il se retire à l'abbaye de Saint-Ghislain près de Mons. Ayant refusé de prêter serment, il est destitué ;
- 1791 - 1798 : L'oratorien Claude Primat est élu évêque constitutionnel le 20 mars 1791. En novembre 1793 il se déclare « vrai sans-culotte »[9]. Il devient archevêque de Lyon en 1798.

Lors de la promulgation de la constitution civile du clergé le 12 juillet 1790 Cambrai redevient évêché, son diocèse correspondant au département du Nord nouvellement créé,.

### XIXesiècle
- 1800 - 1801 Jacques-Joseph Schelle

Le concordat de 1801 rétablit le siège épiscopal de Cambrai.
- 1802 - † 21 juillet 1841 : Louis Belmas, évêque constitutionnel de l'Aude

À la mort de Louis Belmas le siège épiscopal de Cambrai est à nouveau érigé en archevêché par bulle du pape Grégoire XVI du 1er octobre 1841.
- 1841 - † 17 avril 1850 : Pierre Giraud, transféré de Rodez le 4 décembre 1841, cardinal le 11 juin 1847
- 1850 - † 4 janvier 1881 : René-François Régnier, transféré d'Angoulême le 6 mai 1850, créé cardinal le 22 décembre 1873
- 1881 - † 15 septembre 1884 : Alfred Duquesnay, transféré de Limoges, le 13 mai 1881
- 1885 - † 7 août 1888 : François-Edouard Hasley, transféré d'Avignon, le 27 mai 1885
- 1889 - † 9 janvier 1892 : Odon Thibaudier, transféré de Soissons, le 14 février 1889
- 1893 - † 7 février 1913 : Marie-Alphonse Sonnois, transféré de Saint-Dié, le 19 janvier 1893

### XXesiècle

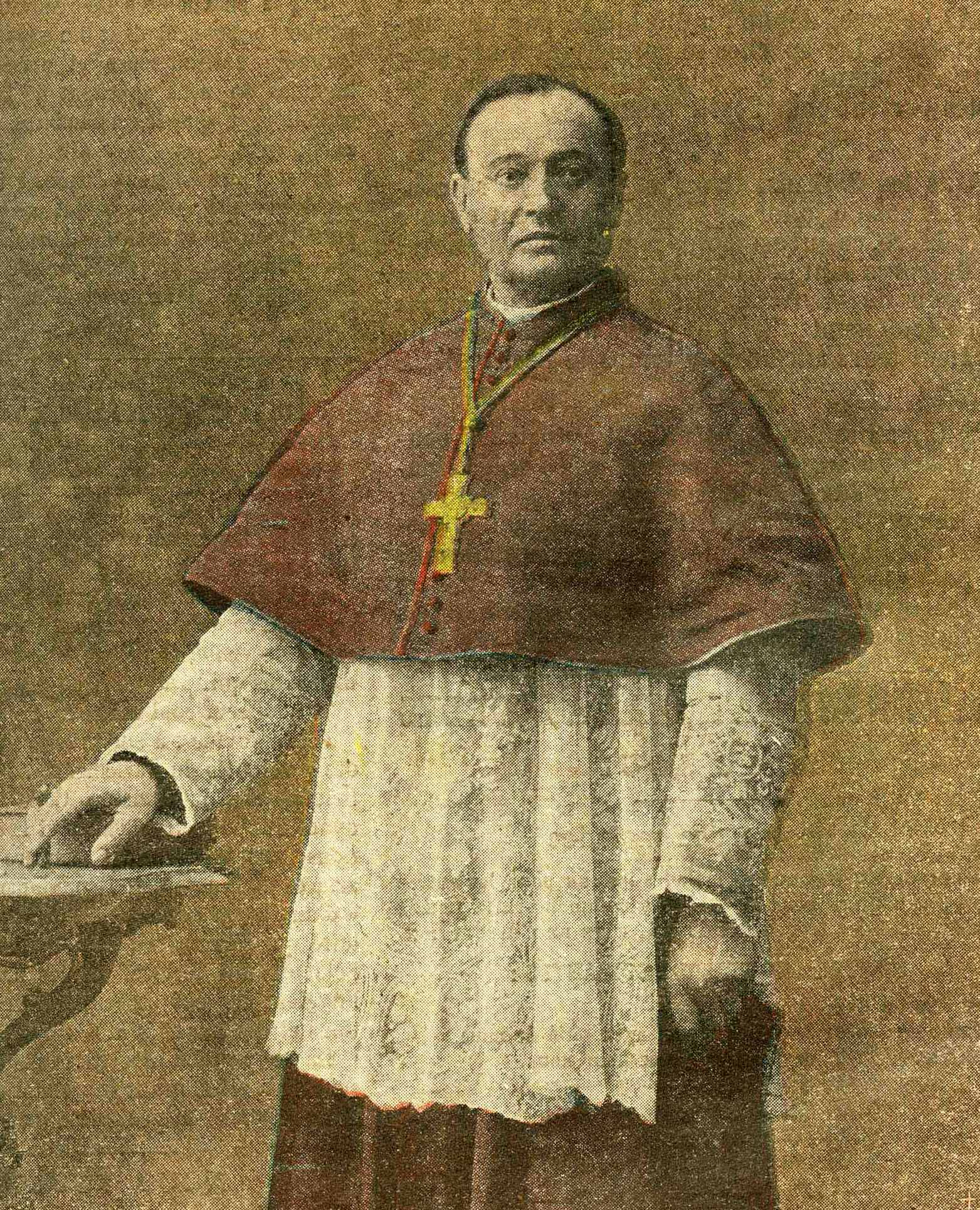
François Delamaire.

- 1913 - † 21 juillet 1913 : François-Marie-Joseph Delamaire, évêque de Périgueux en 1901, archevêque titulaire de Méthymne et coadjuteur de Cambrai le 3 septembre 1906

Le décret du 25 octobre 1913 crée le diocèse de Lille, enlevant au diocèse de Cambrai les arrondissements de Lille, Hazebrouck et Dunkerque. Les diocèses d'Arras et de Lille sont suffragants de Cambrai.
- 1913 - † 1952 : Jean-Arthur Chollet, transféré de Verdun, le 20 novembre 1913
- 1952 - 1966 : Émile Guerry, coadjuteur Cambrai le 31 mai 1940, † 11 mars 1969
- 1966 - 1980 : Henri-Martin Félix Jenny, auxiliaire 1959, coadjuteur 1965, † 8 mars 1982
- 1980 - † 21 novembre 1999 : Jacques Delaporte, transféré de Nancy, en mars 1980

### XXIesiècle
- 2000 - † 15 août 2018 : François Garnier, transféré de Luçon, le 7 décembre 2000.

Le 29 mars 2008, l'archidiocèse de Cambrai et le diocèse d'Arras deviennent suffragants du diocèse de Lille, élevé au rang d'archevêché métropolitain.
- 2018 - : Vincent Dollmann, transféré de Strasbourg, coadjuteur le 25 mai 2018, évêque titulaire de Cursola (de), le 15 août 2018.

### Sources
- Eugène Bouly, Dictionnaire historique de la ville de Cambrai, des abbayes, des châteaux-forts et des antiquités du Cambrésis, Cambrai, 1854
- Charles De Smedt, Gesta pontificum cameracensium : Gestes des évêques de Cambrai de 1092 à 1138, Paris, Renouard, 1880 (lire en ligne)
- Pierre Pierrard, Histoire du Nord, Hachette, 1978
- Louis Trénard (dir.), Histoire de Cambrai, Presses Universitaires de Lille, 1982